# Frères Miladinov

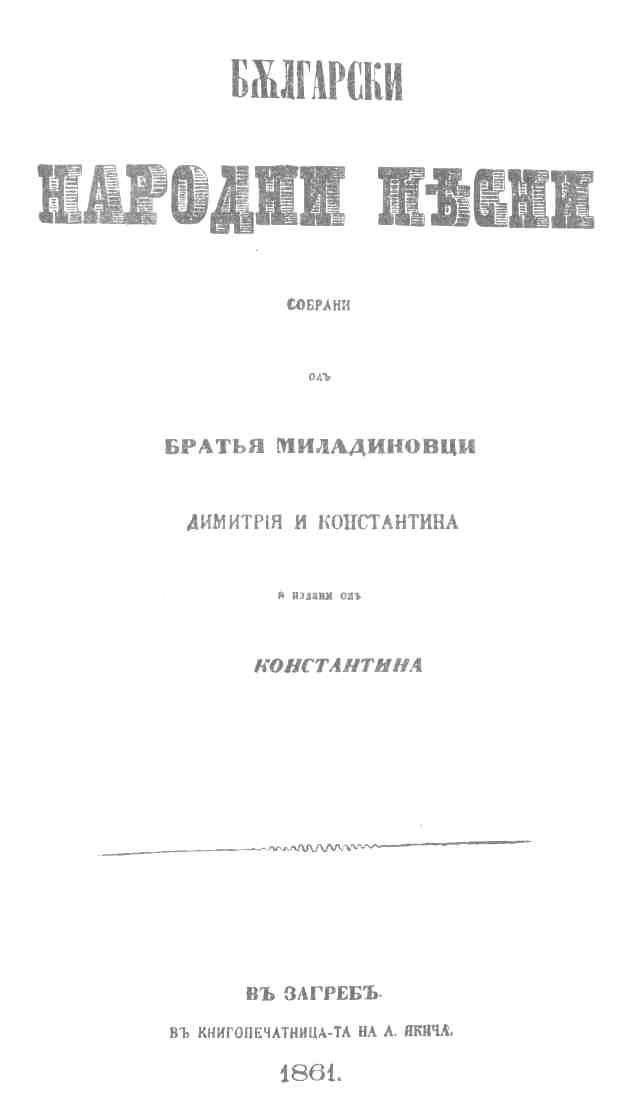
Couverture de la première édition des Chansons populaires bulgares.

Les frères Miladinov (en bulgare : Братя Миладинови, en macédonien : Браќа Миладиновци, Brakja Miladinovci), Dimitar (1810-1862) et Konstantin (1830-1862), sont des poètes et folkloristes bulgares originaires de la ville de Struga, actuellement en Macédoine du Nord mais alors sous domination ottomane. 
Leur vie durant, les deux frères ont compilé plus de 20 000 vers, répartis en plus de 660 chansons traditionnelles, publiés en 1861 à Zagreb sous le titre Chansons populaires bulgares.
Leur œuvre, proslave, inquiète le gouvernement ottoman, qui les fait arrêter en 1862, en soutenant que les frères sont des agents mandatés par la Russie pour répandre les idées panslaves. Dimitar et Konstantin Miladinov meurent tous les deux du typhus, peu après leur incarcération dans une prison d'Istanbul.
Dans leurs écrits, les frères Miladinov se présentent comme des Bulgares, et ont contribué à la littérature bulgare, néanmoins, en Macédoine du Nord, où se trouve aujourd'hui Struga, leur ville natale, ils sont considérés comme des Macédoniens. L'identité macédonienne n'étant pas clairement définie au XIXe siècle, la plupart des écrivains nés en Macédoine à cette époque sont aujourd'hui considérés comme Macédoniens en Macédoine du Nord.

## Dimitar Miladinov

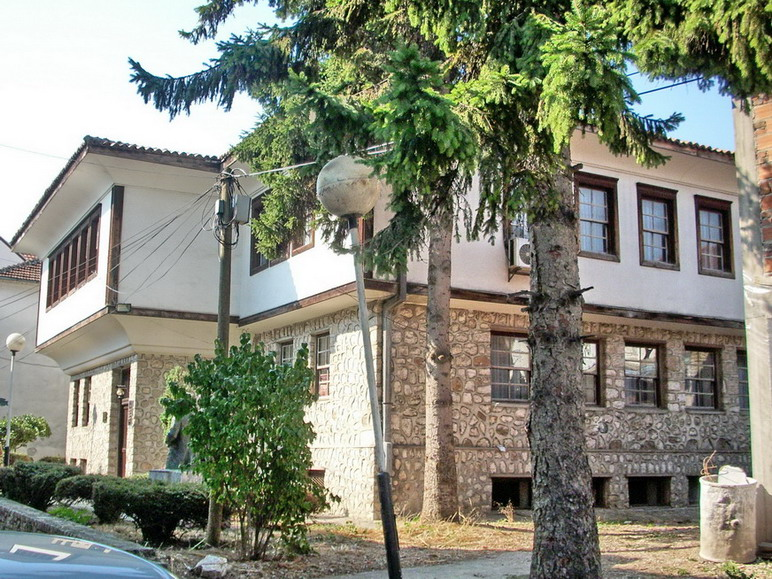
Maison natale des frères Miladinov, à Struga.

Dimitar Miladinov est né en 1810 à Struga, sur la rive nord du lac d'Ohrid. Ses parents sont de modestes artisans, mais il étudie à l'école grecque d'Ohrid, à quelques kilomètres de sa ville natale. Il rejoint ensuite le lycée grec de Ioannina où plus tard et devient professeur helléniste. 
Sa vie durant, Dimitar se déplace régulièrement à travers la Macédoine et enseigne tour à tour à Ohrid, Struga, Kilkís, Bitola... Ses brillantes capacités pédagogiques lui garantissent un succès remarquable.
Bien qu'ayant reçu une formation grecque, Dimitar se révolte vite contre l'hellénisation des écoles bulgares de sa région. La Macédoine est alors placée sous l'autorité du Patriarcat grec de Constantinople et les écoles où la langue bulgare est enseignée sont rares et mal organisées. Afin de permettre aux jeunes slaves d'apprendre leur langue maternelle dans de bonnes conditions, Dimitar crée ainsi plusieurs écoles.
En 1845, alors qu'il visite Ohrid, le slaviste russe V. Grigorovitch rencontre Dimitar Miladinov. Après avoir noté une chanson traditionnelle bulgare qu'avait chantée la mère de Dimitar, Grigorovitch invite le professeur à collecter d'autres chansons popupaires.
Dimitar est par la suite rejoint dans sa tâche par son frère cadet Konstantin et les deux publient enfin leur recueil en 1861.

## Konstantin Miladinov

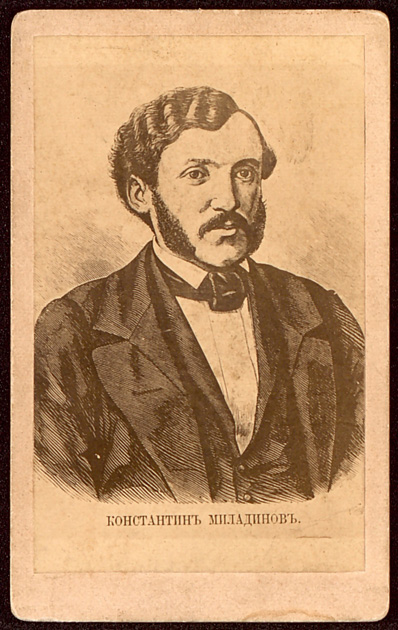
Konstantin Miladinov.

Konstantin, né en 1830, étudie auprès de son frère, de vingt ans son aîné, à Struga, à Ohrid, puis à Kilkís. Dimitar l'envoie ensuite au lycée de Ioannina. Konstantin travaille ensuite deux ans comme instituteur à Trnovo, près de Bitola. 
En 1849, il part à Athènes et y termine ses études de philologie hellénistique. De 1856 à 1860, il vit à Moscou, réalisant ainsi son rêve et étudiant la philologie slave.
Dimitar lui envoie régulièrement de nouvelles chansons qu'il vient de collecter en Macédoine et Konstantin espère faire publier le recueil en Russie. Il reçoit l'appui de spécialistes russes et d'étudiants macédoniens étudiant à Moscou, mais aucun éditeur accepte de publier les chansons, écrites avec l'alphabet grec.
Konstantin envoie en 1860 une lettre à l'évêque proslave de Đakovo, en Croatie, Josip Juraj Strossmayer. La Croatie est alors intégrée à l'empire d'Autriche-Hongrie. Josip Strossmayer accepte la requête de Konstantin et fait publier les chansons à Zagreb en 1861 ; après avoir motivé le folkloriste à les écrire en alphabet cyrillique.
En 1862, il apprend que son frère a été arrêté par les Turcs et rejoint donc Istanbul, où il espère le faire libérer. Il est cependant lui aussi incarcéré et meurt deux jours avant Dimitar.

## Chansons populaires bulgares
Le recueil contient 660 chansons, totalisant 23 559 vers et groupées en douze parties, selon leur genre. Le livre contient également des devinettes, des descriptions de jeux d'enfants, de coutumes, de croyances... Le volume est si important que onze chansons et 2 000 mots rares, annoncés dans la préface, ne purent être inclus à l'ensemble lors de la publication.
Le recueil connut un grand succès après sa publication et fut très apprécié des auteurs et des défenseurs de la langue bulgare. Il a aussi joué un grand rôle dans l'évolution de la littérature bulgare, puisque de nombreux écrivains, comme Ivan Vazov, s'en sont inspirés par la suite.

## Hommages
Les îlots Miladinov, situés dans les Iles Shetland du Sud, en Antarctique, ont été baptisés en souvenir des folkloristes.
Depuis 1962, Struga, ville natale des frères Miladinov, accueille chaque année un festival international de poésie, les Soirées poétiques de Struga. La première édition célébrait par ailleurs le centenaire de leur mort.